# Obélisque de Riquet
L'obélisque de Riquet est un obélisque érigé sur la commune de Montferrand (Aude) en région Occitanie.

## Histoire
C'est entre 1825 et 1827 que fut édifié un obélisque au seuil de Naurouze, point le plus haut du canal du Midi, par les héritiers de Pierre-Paul Riquet en son honneur.

## Géologie
L'obélisque de Riquet a été construit sur les pierres de Naurouze vestiges de l’ère tertiaire.
Le piédestal est orné de deux bas reliefs allégoriques du sculpteur François-Frédéric Lemot.